# Saint-Barbant
Saint-Barbant korábbi község Franciaország Új-Aquitania régiójában, Haute-Vienne megyében. 2019. január 1-jén három másik korábbi községgel egyesült és az így létrejött Val-d’Oire-et-Gartempe új község része lett.
Lakosainak száma 309 fő (2018. január 1.). Saint-Barbant Luchapt, Adriers, Asnières-sur-Blour, Mouterre-sur-Blourde, Bussière-Poitevine, Saint-Bonnet-de-Bellac és Saint-Martial-sur-Isop községekkel határos.

## Népesség
A település népessége az elmúlt években az alábbi módon változott:
| Lakosok száma | 368  | 336  | 330  | 314  | 309  |
|               | 2013 | 2015 | 2016 | 2017 | 2018 |